# Městská autobusová doprava v Ústeckém kraji
Přehled provozů městské autobusové dopravy na území Ústeckého kraje.

## Okres Ústí nad Labem

### Ústí nad Labem
Autobusové a trolejbusové linky MHD mají čísla z rozsahu 70–91 (celkem 22 denních linek), noční linky 41–46 (neobsazená čísla 44 a 45), licenční čísla začínají číslem 595. Turistické linky, na kterých platí speciální tarif jsou 10 (skibus), 20 a 21 (cyklobus). Městské autobusové linky obsluhují i město Trmice a obce Chlumec, Přestanov, Dolní Zálezly Některé z těchto měst a obcí se v 90. letech od Ústí odtrhly.
Tramvaj byla v Ústí zavedena již roku 1899 (zrušena 1970). Městská autobusová doprava byla Elektrickými podniky zahájena krátce v roce 1926, trvale pak od 19. listopadu 1929, a zajížděla i mimo tehdejší hranice města. Postupně byly zaváděny linky č. 10, 9, 11, 12, 14 a další. Od roku 1953 se městské autobusy usídlily v tramvajové vozovně v Předlicích, kterou pak po zrušení tramvajového provozu obsadily zcela. 1. června 1970 byly zrušeny tramvaje. 9. května 1974 vznikl přestupní uzel Obchodní dům Labe. Od 26. října 1987 se hlavní uzel přemístil na Mírové náměstí. 1. července 1988 byla zavedena trolejbusová doprava. V současnosti je hlavním přestupním uzlem zastávka Divadlo.
Viz též tramvajová doprava v Ústí nad Labem a trolejbusová doprava v Ústí nad Labem.

### Chlumec
Obcí dotovaná 9 kilometrů dlouhá linka byla zavedena před komunálními volbami, 4. září 2006 Chlumec s místními částmi Stradov a Žandov (ze Strádova na otočku v Chlumci, poté okruhem kolem Zdravotního střediska a DPS objíží sídliště Zalužanská a přes otočku v Chlumci pokračuje do středu Žandova). V roce 2009 obec linku dotovala 1,5 milionu Kč ročně (měsíčně necelými 130 000 Kč), pro cestující byl provoz bezplatný. Dopravcem je živnostenský podnik Pavel Chaloupka – Nordbus, který v Chlumci sídlí. Na lince jezdí 10 párů spojů v pracovní dny od 6 do 16:30 hodin, dopravu zajišťuje minibus. Linka jezdí na základě řádné licence, číslo linky však nebylo zveřejněno a linka není obsažena v Celostátním informačním systému o jízdních řádech ani v systému IDOS. Koncem roku 2009 se obec kvůli zadlužení a exekučnímu řízení dostala do problémů s platbami a uvažovala o zrušení linky nebo omezení provozu.
Do obce Chlumec zasahuje též linka Dopravního podniku města Ústí nad Labem (linka 81) a dále linky provozované v systému Doprava Ústeckého kraje. V říjnu 2009 byla změněna barva označníků zastávek obecní linky pro rozlišení od zastávek linek dotovaných krajem.

## Okres Děčín

### Děčín
Městskou hromadnou dopravu tvoří 14 autobusových linek s čísly z rozmezí 201–237 (licenční čísla 515201 až 515237). Mezi neobsazená čísla patří 203, 205 - 207, 211, 213, 215, 219 - 228, 230 - 231, 234 - 236. Některé linky mají více variant trasy. Linky 232 a 233 jsou noční, linka 237 obsluhuje průmyslovou zónu Rozbělesy. Provozovatelem MHD je Dopravní podnik města Děčína a. s. Městská autobusová doprava v současné době[kdy?] nepřekračuje hranice města Děčína a do roku 2023 žádná ze zastávek není v rámci MHD v režimu na znamení (pro regionální autobusy jsou naopak od roku 2015 na znamení všechny zastávky).
Kolem přelomu 19. a 20. století existoval plán na zavedení tramvajové dopravy, ale byl zavržen. První pokus o zavedení místní autobusové dopravy v Děčíně a Podmoklech, kterou se chystal od roku 1902 na dvou linkách provozovat Heinrich Hollerstein, nebyl uskutečněn, ač již byly vydány koncese. Koncese postoupením získal Friedrich Leinweber, který přibližně v srpnu 1906 zahájil dopravu na jedné z původně plánovaných dvou linek, a to mezi Děčínem a Podmokly, čímž se Děčín s Podmokly staly pravděpodobně prvními městy s autobusovou MHD na území dnešní České republiky. Z finančních důvodů byl provozu ukončen roku 1907. V roce 1912 Leinweber společně s Heinrichem Müllerem provoz obnovil, ale zastavilo jej vypuknutí 1. světové války v roce 1914. V únoru 1923 Leinweber linku na dva týdny zkušebně obnovil. Protože neměl dostatečný kapitál, inicioval založený společenstva s ručením omezeným Labskoměstský dopravní podnik (EVU) s účastí drobných podílníků. Na novou společnost byla převedena původní koncese a doprava na lince obnovena 15. května 1923. Do roku 1930 se síť příměstských linek EVU rozrostla na 7 linek s čísly 1 až 7, na původní lince klesl interval na 5 minut. Za hospodářské krize ve 30. letech se růst zpomalil, ale i v tomto období se síť rozrostla na nová místa. Garáže a zázemí EVU byly od roku 1926 u Obloukové ulice. Nejvýznamnějším konkurentem EVU byl podmokelský podnikatel Rehatschek, který jezdil do Libouchce a později do Prostředního Žlebu. V oblasti působilo i několik dalších dopravců.
V roce 1950, současně se zavedením trolejbusů (které byly zrušeny v roce 1973), vznikl Dopravní podnik města Děčína. Ve městě byly 4 linky, přičemž linka A byla smíšená (autobusová i trolejbusová) a linky B, C, D čistě autobusové, v roce 1951 vznikla ještě linka Ca, brzy přeznačená na E. V roce 1953 byly linky přeznačeny na čísla 1 až 5, v roce 1958 přibyla linka 6, linku 3 mezitím převzaly trolejbusy. V 60. letech linku 5 do Malšovic převzalo ČSAD, ostatní autobusové linky byly přeorganizovány a přečíslovány do číselné řady 10 až 14. Začátkem 70. let byla trolejbusová doprava opět nahrazena autobusy. Roku 1986 byly zavedeny linky č. 8 a 9 do Boletic, Nebočadů a Velké Veleně, síť MHD se rozrůstala do příměstských oblastí. Tento trend pokračoval v 90. letech i v prvním desetiletí 21. století. Od června 2004 se DPMD začal angažovat i na regionálních linkách nespadajících do MHD a na dálkové lince do Prahy. V roce 2007 získal smlouvu s krajem na provozování regionální dopravy v oblastech Děčínsko-východ a Děčínsko-západ do roku 2014.
Odbavení a kontrola jízdenek je prováděna řidičem, kontrola též revizorem, jenž je vybaven průkazem. Průkaz má v horní části logo dopravce, pod logem nápis KONTROLOR MAD a ve spodní části služební číslo revizora.
V MHD v Děčíně byla obsluha na znamení od 1. července 2023 zavedena v zastávkách Alusuisse, Armex, Boletice n. L., hřbitov, Desta, Ferox, Folknářská, Jalůvčí, rozc., Kamenná, Kovošrot, Křešice Loděnice, Lesní mlýn, Loubí, I, Loubí, II, Loubí, III, Loubí, IV, Na skluzu, Na stráni, Přípeř, U přejezdu, Slovanka, U Kaple, U hřbitova, U tabule, Vodárna, Zotavovna. Informační letáky byly formulovány tak, jako by dosud v děčínské MHD žádné zastávky na znamení nebyly. Podle publikovaného sdělení cestující nemusí na zastávce „na znamení“ bedlivě sledovat příjezd autobusu a nemusí dávat znamení rukou („mávat“). ale vozidlo zastaví na zastávce, pokud se v prostoru zastávky viditelně nachází alespoň jedna osoba nebo již na zastávce stojí jiné vozidlo. Ve voze lze znamení dát buď tlačítkem „znamení k řidiči“, nebo poptávkovým tlačítkem dveří.
Viz též trolejbusová doprava v Děčíně a výtah na Pastýřskou stěnu.

#### Linky MHD Děčín
201 – Chrochvice – Pod Nemocnicí; páteřní linka s intervalem 15' až 30', v provozu celotýdně, do konečné zastávky Pod Nemocnicí zajíždí jen některé spoje (většina končí v zastávce Nemocnice), vybrané spoje také obsluhují zastávku Pivovar, linku obsluhují rovněž kloubové vozy
202 – Bynov – Staré Město; páteřní linka s intervalem 15' až 30', v provozu v pracovní dny (o víkendech a státních svátcích nahrazena linkou 229), vybrané spoje také obsluhují zastávku Horní Oldřichov, část spojů je vedena mimo zastávku Březová přes zastávku Kaufland, linku obsluhují rovněž kloubové vozy
204 – Letná – Březiny; částečně páteřní linka se základním intervalem 30' (v úseku Letná – Autobusové nádraží 30' až 60'), v provozu celotýdně, ve špičce pracovních dnů je na linku nasazován posilový minibus v trase Autobusové nádraží – Březiny sídliště, který navíc obsluhuje zastávku 28. října a zajíždí přímo do sídliště Březiny (hlavní spoje končí v obratišti pod sídlištěm)
208 – Autobusové nádraží – Velká Veleň; linka s nepravidelným (cca 75' až 100') intervalem, v provozu celotýdně, obsluhuje městské části vesnických charakterů na jihovýchodě Děčína, vybrané spoje obsluhují také zastávky Kaufland a Březová, od Autobusového nádraží až po Křešickou školu má stejnou trasu jako linka 209 a 229, poslední spoj dne obsluhuje rovněž Nebočady
209 – Autobusové nádraží – Nebočady, konečná; páteřní linka s intervalem 20' až 30', v provozu v pracovní dny (o víkendech a státních svátcích nahrazena linkou 229), vybrané spoje obsluhují také zastávky Kaufland a Březová, od Autobusového nádraží až po Křešickou školu má stejnou trasu jako linka 208, linku rovněž obsluhují kloubové vozy
210 – Krásný Studenec – Jalůvčí / Maxičky; linka se základním intervalem 30' až 60', v provozu celotýdně, část spojů končí v Jalůvčí, část spojů zajíždí až na Maxičky, některé spoje z obou směrů jsou však ukončeny již na Hlavním nádraží, v turistické sezóně jsou některé spoje provozovány jako cyklobus s vlekem pro jízdní kola, některé spoje jsou obsluhovány minibusy
212 – Bělá – Folknáře; linka s intervalem 30' až 60' (v úseku Hlavní nádraží – Folknáře 30' až 120') v provozu celotýdně, část spojů z obou směrů je ukončena v zastávce Autobusové nádraží, vybrané spoje obsluhují také zastávku Čechy, o víkendu a státních svátcích zajíždí i na Škrabky místo linky 214
214 – Škrabky – Podskalí; linka s intervalem 30' až 120', v provozu celotýdně (v úseku Škrabky – Hlavní nádraží jezdí jen v pracovní dny a je nahrazena linkou 212), část spojů z obou směrů je ukončena na zastávce Hlavní nádraží, vybrané spoje jsou ukončeny již v zastávce Loubí I, linka je obsluhována výhradně minibusy
216 – ZOO – Zámek; turistická linka s intervalem 60', v provozu v turistické sezóně o víkendech a státních svátcích, během letních prázdnin v provozu denně, linka je obsluhována minibusy
218 – Horní Oldřichov – Autobusové nádraží; linka s intervalem 30' až 60', v provozu celotýdně (v úseku U Zámečku – Autobusové nádraží jezdí jen o víkendech a státních svátcích), vybrané spoje jsou ukončeny v zastávce U Zámečku, linku obsluhují minibusy
229 – Bynov – Nebočady, konečná; páteřní linka s intervalem 20' až 30', v provozu o víkendech a státních svátcích (v pracovní dny nahrazena linkou 202 a linkou 209), část spojů je vedena mimo zastávku Březová přes zastávku Kaufland, vybrané spoje jsou ukončeny v zastávce Staré Město, linku rovněž obsluhují kloubové vozy
232 – Želenice – Březiny – Nebočady, konečná – Želenice; noční polookružní linka s několika spoji, v provozu celotýdně, vybrané spoje končí v zastávce Bažantnice
233 – Chrochvice – Kamenická – Bynov; noční linka s několika spoji, v provozu celotýdně, vybrané spoje jsou ukončeny v zastávce Kamenická, Bynov, Hlavní nádraží a Bažantnice
237 – Chrochvice – Nemocnice; linka s nepravidelným intervalem, v provozu celotýdně, linka obsluhuje průmyslovou zónu Rozbělesy, vybrané spoje jsou vedeny jako přímé vozy a od Hlavního nádraží pokračují po trase jiné linky, většina spojů je ukončena v zastávce Autobusové nádraží

### Varnsdorf
Městská autobusová doprava je tvořena jednou okružní trasou z autobusového nádraží. Dopravce ČSAD BUS Ústí nad Labem a. s. (později Dopravní podnik Ústeckého kraje a. s.) ji provozoval pod regionálním číslem 510460.
Od 8. ledna 2007 začal linku provozovat podnik ČSAD Semily, a.s. už jako městskou linku s číslem 515001. Ráno a dopoledne byly v jízdním řádu uvedeny celkem dva spoje jedním směrem a odpoledne dva spoje opačným směrem.
Rada města 24. dubna 2008 schválila návrh dopravce Quick Bus a. s. na provoz linky MHD, zatímco návrh dopravce ČSAD Semily a. s. dne 12. června 2008 pouze „vzala na vědomí“. Od začátku července 2007 začal dopravu na městské lince pod číslem 515002 provozovat Quick Bus a. s., přičemž zpráva dopravce zveřejněná na webu města hovoří o „převzetí“ provozu MHD. Quick Bus provozuje ráno a dopoledne tři spoje v intervalu 1 hodina a 2 hodiny jedním směrem a odpoledne tři spoje v pravidelném hodinovém intervalu opačným směrem. Jízdní řád Quick busu platný od 1. 7. 2008 je sestavený tak, že čtyři z šesti spojů jedou 5–10 minut před spojem ČSAD Semily, a.s. podle jízdního řádu platného od 1. 2. 2008. ČSAD Semily, a.s. však i nadále (ještě v září 2008) na svém webu zveřejňuje jízdní řád své původní linky 515001.
Koalice v městském zastupitelstvu si v roce 2007 dala do programu jednání o tzv. „Sousedské lince MHD“ Großschönau – Varnsdorf – Seifhennersdorf – Rumburk, koncem roku 2007 skutečně jednání probíhala.

## Okres Chomutov

### ChomutovaJirkov
Městskou autobusovou dopravu tvoří 15 linek s čísly v rozmezí 1–17 (15 linek) a licenčními čísly z řady 525xxx (trolejbusové linky původně přebíraly čísla po nahrazovaných autobusových linkách, nyní mají čísla z rozmezí 20 až 34). Do Jirkova zajíždí z Chomutova 6 autobusových linek (1, 2, 10, 11, 13, 16), žádná linka MHD není omezena pouze na území města Jirkova, ale linka 13 zasahuje do Chomutova pouze jednou zastávkou jménem "Písečná". Její hlavní funkcí je totiž spojení města Jirkova s rychlíkovou železniční zastávkou ležící na trati 130 Ústí nad Labem – Chomutov, která se nachází na jižním okraji Jirkova relativně daleko od samotného města. Síť MHD zahrnuje i obce Droužkovice, Spořice a Černovice v okolí Chomutova. Linka 17 obsluhuje i obce Údlice a Přečaply jihovýchodně od Chomutova. Většina linek je denní, linka 11 je noční. Linka 5 vedla mezi zastávkami Vodní a Globus a byla zrušena v roce 2009 z důvodu úspor na nový odbavovací systém. Provoz linky 15 mezi autobusovým a železničním nádražím v Chomutově byl zrušen s koncem června 2007. Linka 16 vznikla pondělím 23. dubna 2007 z regionální linky 520140. Linka 17 vznikla k začátku roku 2008 vyčleněním příměstských spojů z linky 7.
Autobusovou dopravu v Chomutově na lince od nádraží do města zavedl roku 1927 soukromý dopravce Erwin Leidl. V letech 1938–1940 provozovala tři městské linky Říšská poštovní správa, v letech 1940–1945 Německé říšské dráhy. V letech 1945–1949 zajišťovaly MHD Československé státní dráhy, pak mostecký dopravní závod ČSAD (502). V roce 1953 vznikl chomutovský dopravní závod ČSAD se sídlem v Prunéřově. od roku 1995 je doplněna i o trolejbusovou. Městskou autobusovou dopravu provozoval pak podnik Česká automobilová doprava a dopravní podnik, státní podnik (zkratka ČAD DP Chomutov, IČ 005 26 673), který podle obchodního rejstříku vznikl 1. října 1990 transformací z chomutovského dopravního závodu 404 krajského státního podniku ČSAD Ústí nad Labem (vymazán byl v roce 1999). Zřizovatelem státního podniku byl Městský národní výbor v Chomutově.
Dopravní podnik měst Chomutova a Jirkova byl údajně založen v roce 1987 jako investorská organizace pro výstavbu zamýšlené tramvajové rychlodráhy z Chomutova do Jirkova (v elektronické databázi obchodního rejstříku informace o této organizaci není uvedena). K 1. říjnu 1991 byly podle informací na webu dnešního DP samostatné společnosti Česká automobilová doprava Chomutov a DP města Chomutova sloučeny do nové s názvem ČAD-DP (obchodní rejstřík tuto informaci nepotvrzuje). Dne 1. dubna 1996 vznikl nový dopravce s názvem Dopravní podnik měst Chomutova a Jirkova a. s. (IČ 640 53 466). Majitelem podniku jsou nyní údajně města Chomutov a Jirkov (podle obchodního rejstříku jsou akcie v listinné podobě na jméno).
Viz též trolejbusová doprava v Chomutově a v Jirkově.

### Kadaň
Městská autobusová doprava v Kadani byla zavedena v polovině 90. let 20. století. Dvě linky MHD, které vznikly z původní jedné linky, zajišťují Technické služby Kadaň, spol. s r. o. Na každé z linek jezdí jeden autobus. Linky jsou rozlišeny číslem i barevně, 526001 (č. 1, červená) a 526002 (č. 2, modrá).
Dva z původních kadaňských vozů (dnes již odprodané) byly v roce 1995 úplně prvními autobusy značky SOR, mají výrobní čísla 0001 a 0002, jeden z nich později používal dopravce Pavel Škramlík v MHD Klášterec.

### Klášterec nad Ohří
Městskou dopravu zajišťuje místní dopravce Pavel Škramlík na dvou linkách s čísly 527001 a 527002 (označované 1 a 2). Po provoz MHD má dopravce používá standardní i malé autobusy. Linka č. 1 jezdí celotýdenně a zajišťuje obsluhu kláštereckých sídlišť, spojení obou nádraží s náměstím a lázněmi. Několik vybraných spojů zajíždí k místní porcelánce. Linka č. 2 slouží k obsluze Industriálního parku Verne a jezdí na ní jen několik spojů v době začátků a konců směn.
K provozu na linkách městské dopravy jsou vyčleněny celkem čtyři autobusy. Dopolední provoz na lince 1 zajišťují autobusy SOR (C9,5 a BN10,5). Zhruba kolem druhé hodiny odpolední dochází k výměně autobusů a řidičů a na jedničku je vypraven minibus Mercedes-Benz Sprinter. Provoz linky č. 2 zajišťuje autobus Karosa B732 původně sloužívší na linkách MHD Louny.
Provoz městské dopravy je dotován městem na základě vykázaných provozních nákladů a zisků z jízdného. V roce 2007 město financovalo městskou hromadnou dopravu částkou dvou a půl milionu korun ročně.

## Okres Litoměřice

### Litoměřice
V roce 1991/1992 jezdily dvě městské linky: 47540 (aut. nádr. – nemocnice – Pokratice – část spojů k Uhelným skladům – aut. nádr.) a 47550 (aut. nádr. – Plešivecká – Luna – aut. nádr.), neměly však status MHD.
Obdobné dvě linky později jezdily pod označením písmeny B (licenční číslo 557550) a D (licenční číslo 557540). Od 1. září 2005 do 18. května 2008 jezdila též linka A (licenční číslo 557560). Dopravcem byl Dopravní podnik Ústeckého kraje a. s., později přejmenovaný na DPÚK a.s.
Linky B a D byly jednosměrné polookružní s výchozí zastávkou na hlavním autobusovém stanovišti, přičemž každá z nich je vedena opačným směrem, na lince D bylo několik spojů ve špičkách zajíždí do zastávky Timo. V pracovní dny jezdily obě linky v taktovém intervalu ve špičkách 30 minut, přes den zpravidla 60 minut. O sobotách a nedělích jelo pouze několik spojů za den. Od 1. září 2005 do 18. května 2008 jezdila též linka A, jezdilo na ní asi 4 až 5 párů spojů denně, většina spojů jezdí od horního nádraží k litoměřickému Intersparu, v sobotu dva spoje a v neděli jeden spoj pokračovaly přes Terezín do Bohušovic nad Ohří a zpět. V počátcích byla na lince A bezplatná přeprava a provoz hradil Interspar, v roce 2008 byla již uvedena v běžném tarifu MHD Litoměřice a téhož roku zrušena. Provoz na linkách MHD zajišťovaly především autobusy SOR, z nichž část byla v provedení na pohon zemním plynem, na plnění CNG dojížděly po regionálních linkách do Roudnice.
Poté, co DPÚK a.s. městu ke konci roku 2011 vypověděl smlouvu, uzavřelo město s platností od 1. ledna 2012 v režimu mimořádné situace smlouvu s dopravcem BusLine a.s.
Před vypršením smlouvy město konalo postupně dvě zadávací řízení na nového dopravce pro další desetileté období. Poprvé bylo neúspěšné z důvodu námitkového řízení Úřadu na ochranu hospodářské soutěže, které inicioval jeden z uchazečů, a podruhé z důvodu nezájmu dopravců. Po vypršení smlouvy zajišťuje MHD v režimu mimořádné situace dosavadní dopravce BusLine a.s. (po přejmenování TD BUS a.s.).
Začátkem ledna 2018 Litoměřice připravovaly zcela zásadní změny v MHD a výběrové řízení na nového provozovatele, jehož úkolem má být zřízení nových autobusových linek, tzv. „seniorské“ a „nákupní“ vedle dosavadních dvou linek a zároveň zajištění kratších intervalů. V případě bezproblémového průběhu výběrového řízení by nový dopravce na 4 nové linky MHD vyjel začátkem roku 2019.
Od května 2018 je městská autobusová doprava v Litoměřicích bezplatná. Zastupitelstvo návrh, inspirovaný nedalekými Lovosicemi, schválilo 2. března 2018. Roční výdaje města by tím měly vzrůst asi o 700 tisíc korun.
Stávající dopravce TD BUS a.s. oznámil ukončení provozu ke konci ledna 2019. Od února 2019 má MHD provozovat dopravce Autobusy Karlovy Vary, který na následující období od léta 2019 má uzavřenou smlouvu na 10 let. Současně od července 2019 k dosavadním dvěma linkám MHD přibudou další dvě. Jedna z nových linek povede z autobusového nádraží přes Mírové náměstí, druhá bude takzvaná obchodní – bude obsluhovat lokality Kaufland a Na Soutoku v Želeticích.
Město uvádělo na svém webu také odkaz na (silniční) výletní vláček. Na odkazované stránce je však od září pouze všeobecný propagační text a telefonní kontakt a chybí údaje o provozovateli i konkrétním jízdním řádu. Od 22. července do 29. srpna 2008 podle jízdního řádu vystřídal vláček během každého pracovní dne dvakrát čtyři okruhy po městě s výchozím místem u radnice na Mírovém náměstí, přičemž v úterý a ve čtvrtek místo dopoledního III. a IV. okruhu a ve stejnou dobu i v sobotu jel do Píšťan, kde na něj navazovala turistická loď Porta Bohemica.

### Roudnice nad Labem

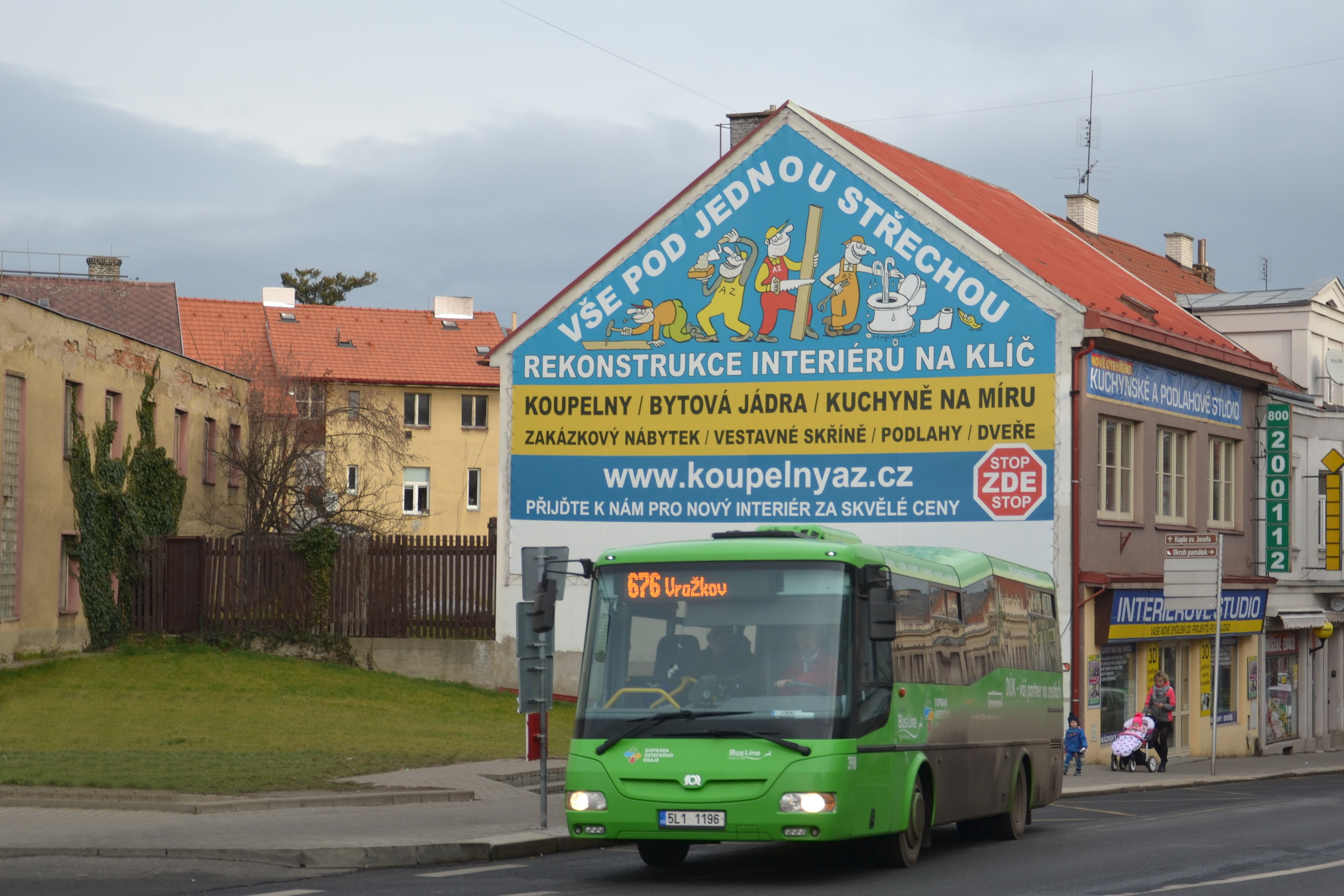
Jelikož MHD v Roudnici nad Labem nemá tak velkou frekvenci spojů, cestující ke svým cestám používají také regionální linky DÚK.

Městskou hromadnou dopravu tvoří autobusová linka 556001. V roce 2008 jezdilo kolem 12 spojů každým směrem, převážně od garáží ČSAD přes centrum k podniku Glazura, přičemž jeden odpolední pár spojů zajížděl do obce Vědomice a celkem tři páry spojů ráno a dopoledne do roudnické vesnice Podlusky. Dopravcem byl Dopravní podnik Ústeckého kraje a. s., dopravu zajišťovaly autobusy SOR na zemní plyn.
Od 1. ledna 2011 na dobu pěti let získala zakázku na provozování MHD v rozsahu 42 tisíc kilometrů ročně na základě výběrového řízení společnost Veolia Transport Praha s. r. o. Linka bude v provozu pouze v pracovní dny, a to částečně nízkopodlažním autobusem SOR BN 8,5 splňujícím emisní normu EURO 5. Zástupce městského úřadu informoval o záměru města rozšiřovat MHD do okolních obcí.
K 1. lednu 2019 je městská autobusová doprava v Roudnici, provozovaná společností Arriva City, zařazena do integrovaného dopravního systému Doprava Ústeckého kraje jako linka 368. Oproti dosavadní lince MHD má novou, přehlednější trasu a více spojů. Na linku MHD se rovněž vztahuje platnost papírových jízdenek Pražské integrované dopravy za stejných podmínek jako na dosavadních linkách DÚK v Roudnici.

### Štětí
Městskou linku 555001 provozuje Břetislav Kafka ze Chcebuzi. V pracovní dny jezdí pět párů spojů a o víkendu dva páry, hlavní trasa je z Újezda k Sepapu. Prakticky v téže trasy vedou i další dvě linky, které nemají městské číslo linky. Na lince DPÚK 550630 po vytlačení tohoto dopravce z dopravy dotované krajem v roce 2006 zbyl pouze symbolický jeden spoj ročně v části trasy pro udržení licence. Linku téměř v téže trase pod číslem 552648 provozuje rovněž ČSAD Slaný a. s. Jezdí na ní 6 párů spojů v pracovní den. Linku Břetislava Kafky i linku ČSAD Slaný uvádí Ústecký kraj obě souběžně jako linky dopravní obslužnosti objednávané krajem a městem.

### Lovosice
Provoz MHD Lovosice byl zkušebně na půl roku zahájen 28. ledna 2008 na polookružní lince 558001 od Lovochemie do Holoubkova. V únoru MHD přepravila 1561 cestujících, v březnu 2112, v dubnu 2721 a během měsíce května 2406. Město jednalo o dotacích s komerčními subjekty jako Glanzstoff Bohemia, Lovochemie, Aoyama a Lidl. Od 1. září 2008 byl vyhlášen nový jízdní řád s platnosti do 31. prosince 2008. Linka jezdí pouze v pracovní dny s taktovým hodinovým až dvouhodinovým intervalem. Provozovatelem je ČSAD Semily a. s. Dopravu zajišťuje autobusem SOR C 9.5. V současné době zajišťuje MHD v Lovosicích společnost ČSAD Česká Lípa, nasazuje autobus SOR BN 10,5, neboli EKOBUS CITY. Město prodloužilo smlouvu se společností do 31. března 2011 a v blízké době vypíše výběrové řízení a představí nový koncept dopravy, který bude lépe navazovat na ostatní prostředky veřejné dopravy.
O zrušení jízdného MHD v Lovosicích od neděle 28. ledna 2018, tedy ode dne 10. výročí zavedení MHD, rozhodlo městské zastupitelstvo na svém prvním zasedání toho roku. Cestující se nemusí prokazovat žádnou kartou a zdarma mohou převážet i zavazadla, kočárky a psy. Cílem je navrátit cestující do autobusů MHD, snížit nárůst automobilové dopravy ve městě a uspořit drobnou část výdajů především starším, sociálně slabším občanům a žákům základních škol, jimž má MHD sloužit. Zatímco v roce 2016 autobusy přepravily 55 279 cestujících, v roce 2017 už jen 35 556, náklady na provoz (přes 35 tisíc kilometrů ročně) přitom vzrostly o více než sto tisíc korun. Lovosice MHD dotovaly MHD částkou přes 1,3 milionu ročně a tržby z jízdného činily v roce 2017 jen 148 742 korun. Provozovatelem linky byla i nadáleBusLine a.s.
Stávající dopravce TD BUS a.s. (přejmenovaná společnost BusLine a.s.) oznámil ukončení provozu ke konci ledna 2019. Od února 2019 má MHD od února 2019 dočasně provozovat Destinační agentura České středohoří, která má volné řidiče ze sezónních cyklobusů. Město za to agentuře zaplatí podle smlouvy měsíčně víc než sto tisíc korun.

## Okres Louny

### Louny

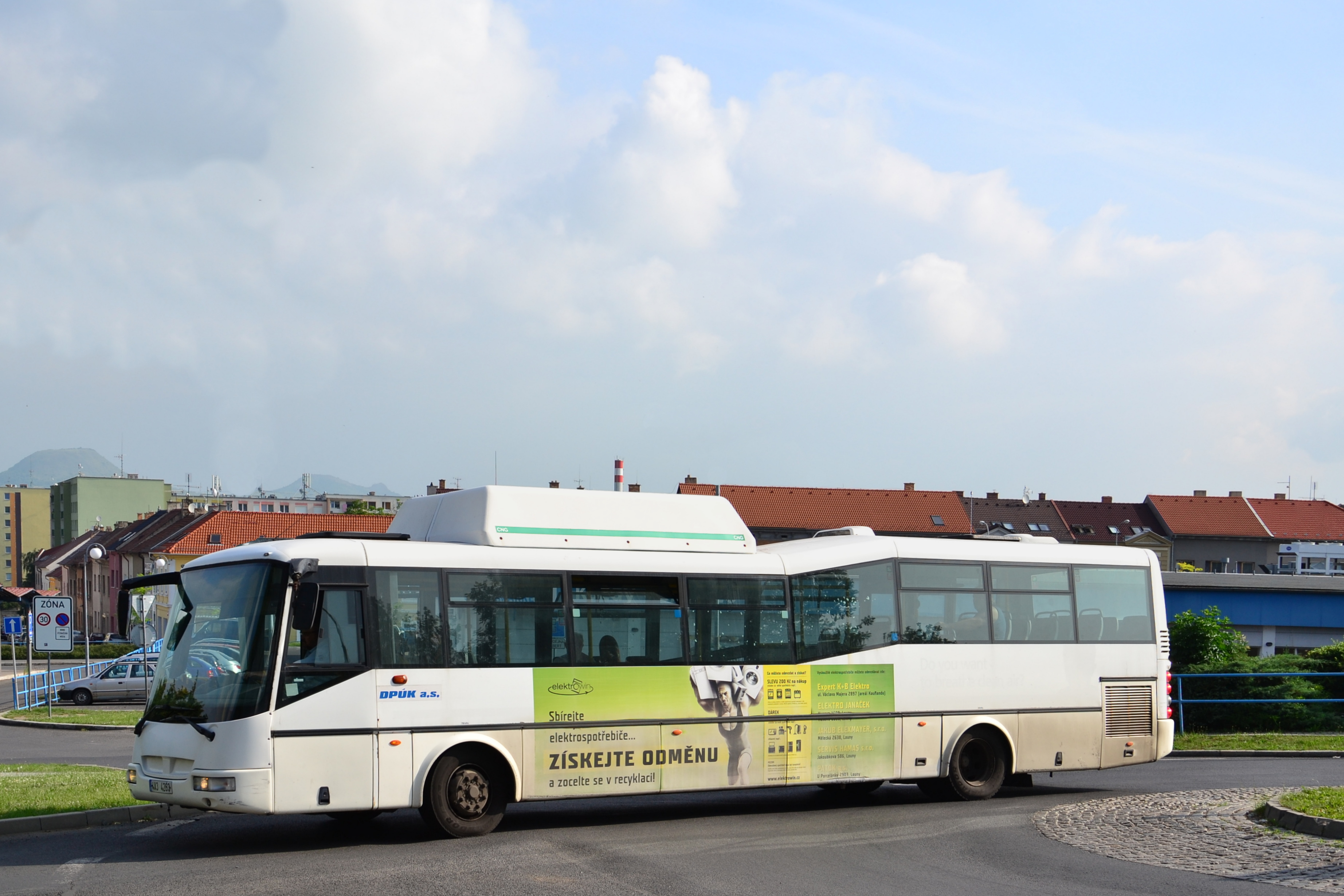
Dopravce DPÚK zajišťuje provoz na linkách MHD Louny

Městskou autobusovou dopravu tvoří linky 565001, 565002 a 565003 (označované zjednodušeně čísly 1, 2 a 3). Dopravcem jsou od roku 2018 Autobusy Karlovy Vary, a. s.,  do té doby byl dopravcem místní podnik ČSAD, později DPÚK. Všechny linky vedou západovýchodním směrem podél toku Ohře a mají shodné základní konečné zastávky (na západě Otočka u kotelny, na východě nádraží), avšak zatímco linka 1 vede přímou trasou (se zajížďkou vybraných spojů na sever k masokombinátu, linka 2 obsluhuje jižní část města včetně autobusového nádraží, mimo jižní průmyslovou zónu. Linka 3 je shodná s linkou 2, ale zajíždí navíc do jižní průmyslové zóny města. Na východě obsluhují vybrané spoje MHD i obce Černčice, Vršovice a Obora. Od 1. srpna 2005 obsluhují vybrané spoje i obce Dobroměřice a Lenešice západně od města. Podle územní plánu z roku 1990 (aktualizovaného v letech 1996 a 2001) má být jako nosný systém MHD i nadále držena autobusová doprava.
Rozsah provozu je v městském úseku na všech linkách denně od časného rána téměř do půlnoci, interval na každé lince hodinový, ve špičce jezdí tři až čtyři spoje každé linky za hodinu.
Vozový park byl v roce 2018 kompletně obměněn novým autobusy SOR, toto bylo velmi kritizováno, jelikož nové autobusy jezdí na naftu, zatímco předešlé jezdily na zemní plyn CNG.

### Žatec

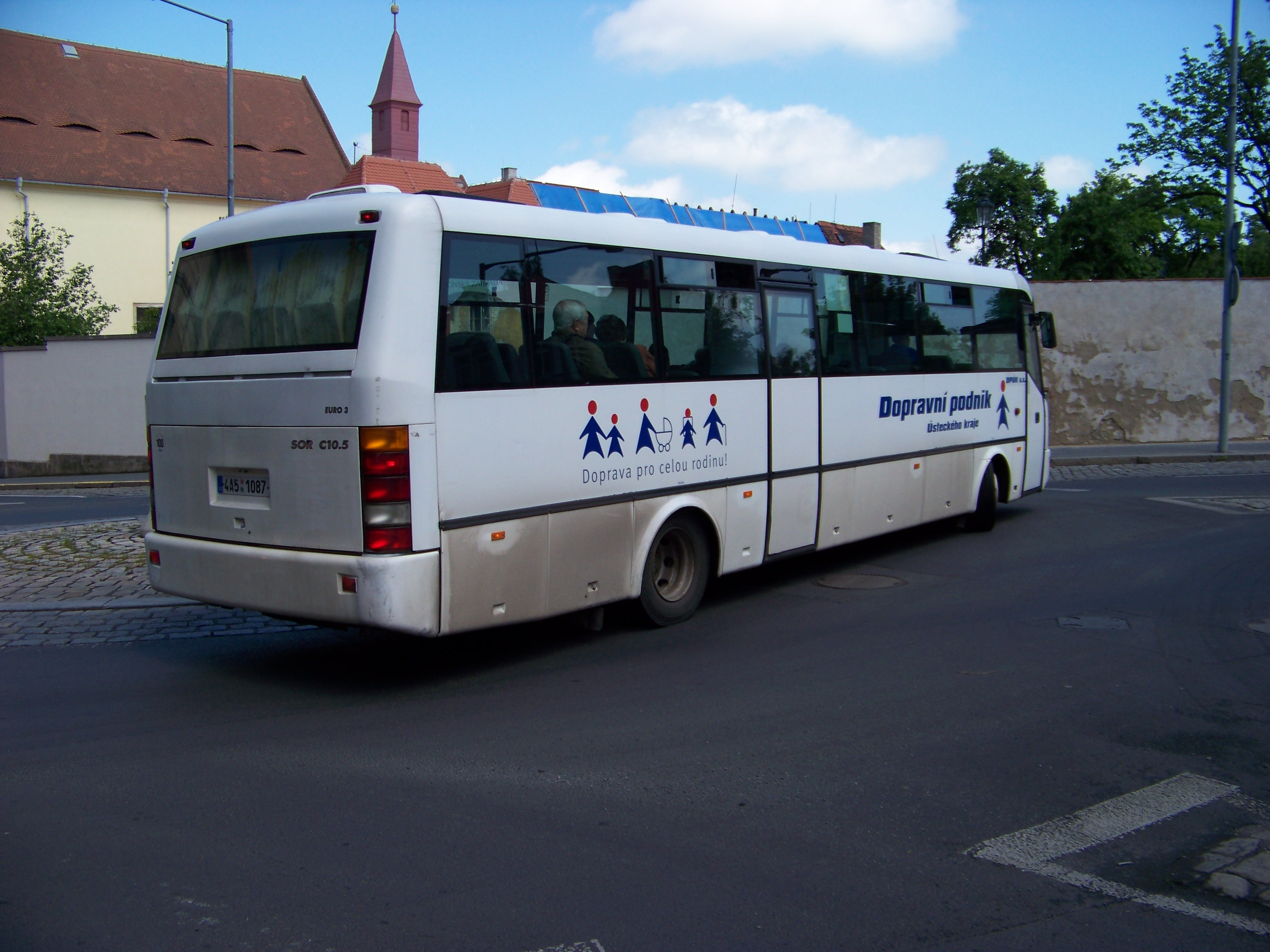
Autobus DPÚK na kruhovém objezdu u kapucínského kláštera v Žatci

Městskou autobusovou dopravu tvoří linky 566001 a 566002 (zkrácené označení 1 a 2). Dopravcem je Dopravní podnik Ústeckého kraje, a. s. Na lince 1 jezdí v pracovní den jeden až dva spoje za hodinu každým směrem, linka má několik variant trasy, většina spojů jede až do místní části Bezděkov. Od 10. června 2012 některé spoje obsluhují zastávku Žatec, koupaliště. Na lince 2 jede od nádraží 6 polokružních spojů v pracovní den po jednotné trase jedním směrem. Na linkách jezdily nejprve vozy značky Karosa, později výhradně autobusy značky SOR či Ekobus. Od roku 2018 i vozy značky Irisbus či Iveco (typy Crossway/Crossway LE).
Za rok 2013 město dotovalo MHD částkou téměř 4 miliony Kč.
Dosavadní dopravce, DPÚK a.s., který má smlouvu s roční výpovědní lhůtou, dostal od města na konci roku 2012 výpověd účinnou ke konci roku 2013. Návrh zadávacích podmínek schválila rada v listopadu 2012, znovu se jím měla zabývat v lednu 2013. V dubnu 2013 vyhlásilo město výběrové řízení na dopravce na deset let (od ledna 2014 do konce prosince 2023), přičemž nabídky bylo možno podávat do 20. května. Hodnota zakázky byla vyčíslena na 40 milionů Kč a jediným hodnotícím kritériem měla být nejnižší cena za km. Následně však město soutěž zrušilo s odůvodněním, že „došlé nabídky ve výběrovém řízení nepředstavovaly pro město výraznou pozitivní změnu oproti současnému stavu“, tedy například lepší autobusy nebo nižší cenu, a protože se „ukázalo, že nabídnuté podmínky nejsou pro město nijak výhodnější než ty současné“. Město zrušením soutěže reagovalo na námitku teplické společnosti, která ukázala, že podmínky řízení jsou nastaveny tak, že mohly mít za následek znemožnění výběru nejvhodnější nabídky.
V srpnu 2013 vzalo město výpověď zpět a MHD tak dále provozuje DPÚK.

## Okres Most

### Most a Litvínov
Městská autobusová doprava v Mostě byla zavedena roku 1930 pěti autobusy Praga na třech linkách s čísly 1 až 3, postupně přibyly ještě linky 4, 5 a 6. Síť měla od počátku i příměstský charakter (linka 5 vedla do Horního Litvínova a linka 6 až do saského Olbernhau. Za války došlo k redukci a vnitroměstské spoje přestaly jezdit. Po válce přešla síť pod ČSAD a autobusy postupně nahrazovaly rušené úzkorozchodné tramvaje. Postupně se autobusové linky specializovaly na napaječe nové tramvajové rychlodráhy, která převzala zejména páteřní spojení obou měst. Od 30. prosince 1958 jezdily autobusy i do nového Mostu. V roce 1962 byla vedení autobusových linek reorganizováno. V roce 1968 přesídlily autobusy do nové vozovny Most, společné s tramvajemi. V roce 1989 byly zprovozněny garáže a dílny v Litvínově, opět společné s tramvajemi. Provozovatelem je Dopravní podnik měst Mostu a Litvínova, a. s.
Číslování tramvajových linek není odděleno od autobusových, třebaže tramvajím patří nižší čísla (1, 2, 3, 4). Přestože Most a Litvínov mají společnou síť, ve schématech linkového vedení jsou barevně odlišeny mostecké autobusové linky od litvínovských. Licenční čísla nejsou v jízdních řádech uváděna, ale údajně mostecké linky začínají trojčíslím 575 a litvínovské 576.
Mosteckých linek je 12 (5, 9, 10, 12, 16, 17, 20, 22, 24, 25, 30, 31) a tři školní spoje mají samostatná čísla linek (50, 51 a 53). K mostecké síti patří i obce Havraň, Korozluky, Obrnice. Po optimalizaci MHD bylo několik linek sloučeno – linky č. 11 a 12 do prodloužené linky č. 12, linky č. 10 a 19 do prodloužené linky č. 10, která nově obsluhuje i obec Skršín. Linka č. 18 byla zrušena bez náhrady. Linka č. 24 byla v roce 2013 obnovena a jezdí po jiné trase. O víkendech je městská část Vtelno obsluhována prodlouženou linkou č. 5, která sem zajíždí i ve večerních hodinách pracovních dnů.

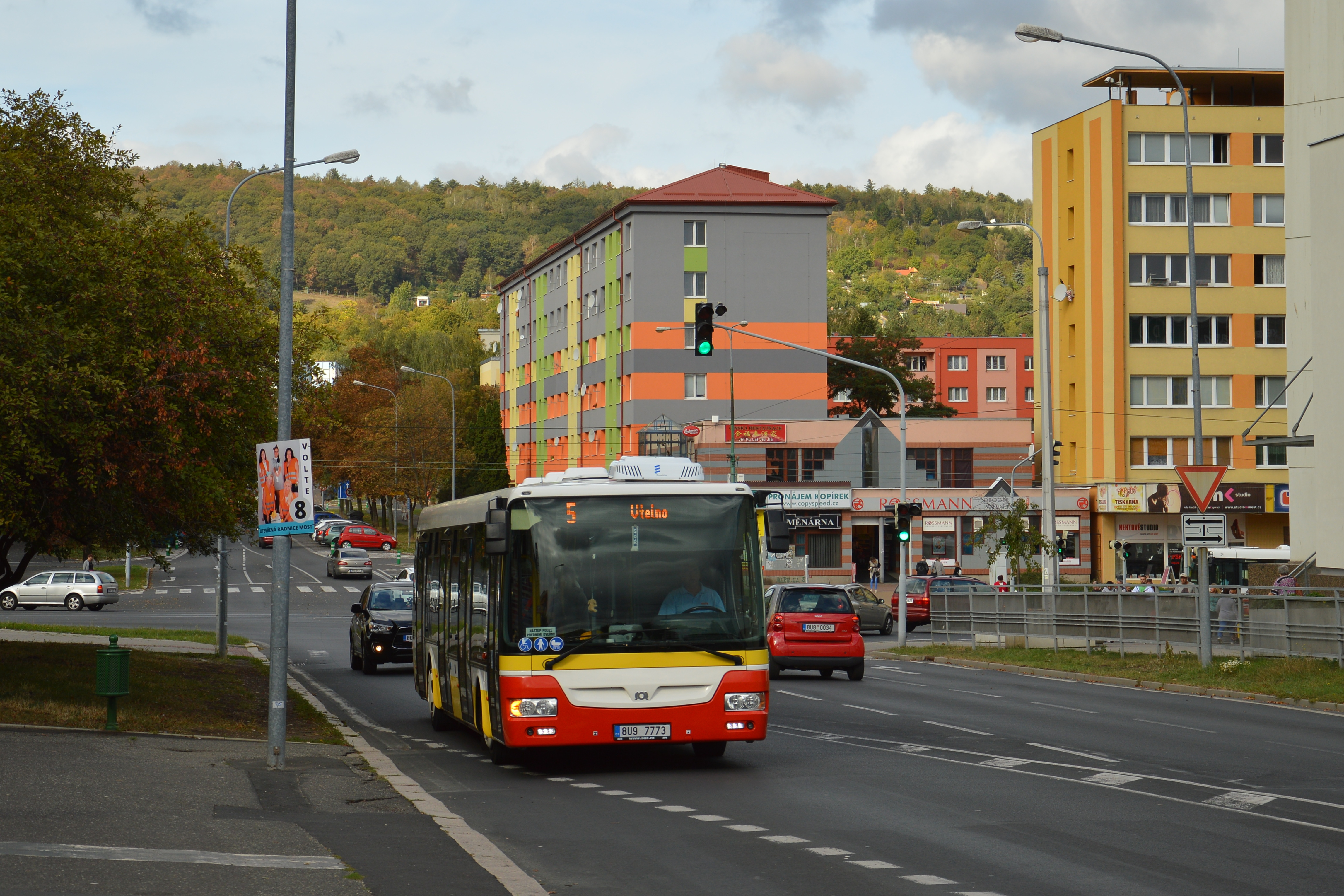
Do zastávky Most,,1.nám. přijíždí linka č. 5 do Vtelna

Litvínovských linek je 8 (8, 13, 14, 15, 21, 23, 27, 28) a školní spoj má číslo linky 60, do Litvínova zajíždí též mostecká linka č. 12. K litvínovské síti patří i města Horní Jiřetín, Meziboří a Lom (linky 13 a 21) a město Osek v teplickém okrese (linka 13). Po optimalizaci MHD se i zde sloučilo nebo zrušilo několik linek. Linky č. 6 a 29 byly nahrazeny prodlouženou linkou č. 13 a linka č. 26 byla nahrazena prodlouženou mosteckou linkou č. 12. V Oseku se litvínovská MHD setkává s linkami teplické MHD (124, 127, 136, 139).
Vozový park byl v průběhu let 1991 až 1999 kompletně plynofikován.
V roce 2005 se DPmML přihlásil do výběrového řízení Ústeckého kraje na provozování regionální dopravy. Výběrové řízení bylo tehdy anulováno, ale podnik se k provozování příměstské dopravy dostal v roce 2006 v rámci řešení krize krajské dopravy.
Viz též trolejbusová doprava v Mostě a v Litvínově (1946–1959) a tramvajová doprava v Mostě a v Litvínově, a to kromě okolí Mostu a Litvínova i v oblastech Bílinsko a Lounsko.

## Okres Teplice

### Teplice
Městskou dopravu zajišťuje Arriva City s.r.o., vzniklá postupnou koupí a transformací zdejšího Dopravního podniku Teplice. Městská autobusová doprava byla zavedena v roce 1925. V současné době má asi 22 pravidelných autobusových linek čísla z řady 121, 122a noční 131 (městské), 212 (přeprava zdarma do OC Olympia), 480–495 a noční 802 a 803 (meziměstské DÚK) . Licenční čísla linek začínají trojčíslím 585. Po krizi autobusové dopravy v létě 2006 se od 1. listopadu 2006 teplická síť MHD rozšířila do dalších měst a obcí v regionu, zahrnuje téměř celý okres a postupně nahradila například MHD v městě Krupka. Několik linek zasahuje do ústeckého okresu a jedna vede až do Ústí nad Labem.
Viz též tramvajová doprava v Teplicích a trolejbusová doprava v Teplicích.

### Krupka
Linku městské dopravy Krupka s číslem 588001 zajišťoval do konce roku 2007 dopravce Dopravní podnik Ústeckého kraje a. s. Linka vedla z Vrchoslavi přes vlastní Krupku, Unčín a Bohosudov do Teplic, většina spojů jen v úseku Vrchoslav – Bohosudov nebo Krupka – Bohosudov. Jeden pár spojů zajížděl do Přestanova. Linka jezdila pouze v pracovní dny, převážně v přepravních špičkách. Jezdily na ní dva žluté 14místné vozy Ford Transit, na vybrané vytížené spoje byl nasazován autobus. Od listopadu 2006 se ve městě prolínaly krupská a teplická MHD, MHD Krupka začátkem roku 2007 přerušila provoz, avšak po protestech obyvatel byla obnovena se zdraženým jízdným. Vydržela však jen do konce roku 2007 (jízdní řád platí do 13. 12. 2008, avšak všechny spoje mají poznámku, že jedou jen do 13. 12. 2007).
V dřívější minulosti provozoval ČSAD BUS Ústí nad Labem a. s. (předchůdce DP Ústeckého kraje) více linek MHD. Do 14. prosince 2002 jezdily dvě městské linky (588002 v trase Unčín, kino – Bohosudov, nádraží – Krupka, škola – Vrchoslav, rozcestí a 588003 v trase Bohosudov, nádraží – Soběchleby – Unčín, kino – Krupka, škola – Vrchoslav, rozcestí), které byly od 15. prosince 2002 nahrazeny linkou 588001.
Až do krize dopravy v Ústeckém kraji v létě 2006 zajišťoval regionální dopravu Dopravní podnik Ústeckého kraje a. s. Od 9. září 2006 byla linková doprava provozována formálně jako příležitostná doprava. Od 1. listopadu 2006 byly v trasách původních regionálních linek zavedeny linky DP Teplice (dnes Arriva Teplice s.r.o).

### Duchcov
Linka MHD v Duchcově od nádraží k poliklinice má číslo 585011 (v minulosti údajně byla pro MHD Duchcov vyhrazena číselná řada 586xxx). Provozovatelem MHD jsou Technické služby Duchcova. Linka jezdí v pracovní dny i o sobotách a nedělích, ale nejezdí ve státem uznané svátky. Interval je vcelku pravidelný, ve špičkách hodinový, v sedlech dvouhodinový nebo tříhodinový. K Penny Marketu zajíždějí pouze vybrané spoje ve čtvrtek. Dopravu zajišťuje autobus, někdy zaskakuje Ford Transit.
V roce 1991/1992 jezdila linka ČSAD 40660 Duchcov, nám. Legií – Duchcov, žel. st., neměla však status MHD.
Od prosince 2015 provozují duchcovskou MHD Technické služby Duchcov. K dispozici jsou dvě linky: 586001 a 586002, dopravu zajišťuje mikrobus.

### Bílina
V Bílině jezdily dvě linky městské dopravy, pod čísly 587001 a 587002. Provozovatelem byl Dopravní podnik Ústeckého kraje a. s. (v minulosti ČSAD BUS Ústí nad Labem a. s.). Linky nepřekračují hranice města. Zkrácené označení linek se nepoužívá. Ve zveřejněném plánku MHD Bílina byla zakreslena pouze první z linek, která měla jednotnou polookružní trasu a relativně pravidelné hodinové intervaly (včetně víkendu), ve špičce půlhodinové. Linka 587002 shrnovala jednotlivé spoje v různých trasách určené převážně k dopravě zaměstnanců velkých průmyslových podniků. Provoz zajišťovaly autobusy.
Původního dopravce od 1. listopadu 2011 nahradil Dopravní podnik měst Chomutova a Jirkova. Ten byl vybrán na základě výběrového řízení vyhlášeného městem, nabídl cenu 28,95 Kč/km. Pro tento provoz zakoupil mimo rámec investičního plánu jeden minibus Iveco s kapacitou 37 cestujících, což podle DPCHJ odpovídalo podmínkám výběrového řízení, které požadovalo vůz pro nejméně 37 cestujících. Na fotografii přiložené k nabídce a na slavnostní prezentaci však dopravce předvedl větší autobusy (SOR B 9,5), takže nasazení těchto midibusů s nedostatkem místa pro kočárky a invalidní vozíky vyvolalo spory města s dopravcem i stížnost konkurenčního dopravce u ÚOHS. Město nechalo policii ověřit počet sedaček podle technického průkazu a krom toho, že policie nalezla řidiče DPCHJ pod vlivem alkoholu, zjistila, že vozidlo má sice 37 míst (25 k sezení a 12 ke stání), ale včetně místa pro řidiče, takže podmínky soutěže splněny nebyly. Dopravce se hájil tím, že jak tento midibus, tak velký autobus SOR jsou nasazeny jen dočasně a že zcela nový autobus s 37 místy pro cestující dostane od výrobce 27. února. Odvolával se na to, že zakázka s parametry podle podmínek soutěže ještě nebyla podepsaná a že zatím provozují dopravu jen podle měsíčních objednávek, které nemají s veřejnou soutěží absolutně nic společného. Město poté smlouvu s DPCHJ a.s. na období dané výběrovým řízením už neuzavřelo. DPCHJ a.s. ve své výroční zprávě za rok 2012 píše, že realizace zakázky v roce 2012 mu nebyla umožněna a společnost se domáhá nápravy u ÚOHS a soudů.
Po měsících sporů mezi městem a dopravcem DPCHJ jej od 1. března 2012 nahradila Veolia Transport Teplice (dnes Arriva Teplice s.r.o), která v soutěži skončila druhá. Od 1. října 2012 je provoz MHD organizován na 3 linkách s čísly 1, 2, 3. Od 1. 7. 2016 je bílinská MHD zapojena do integrovaného systému DÚK.